# Henryk V (sztuka)

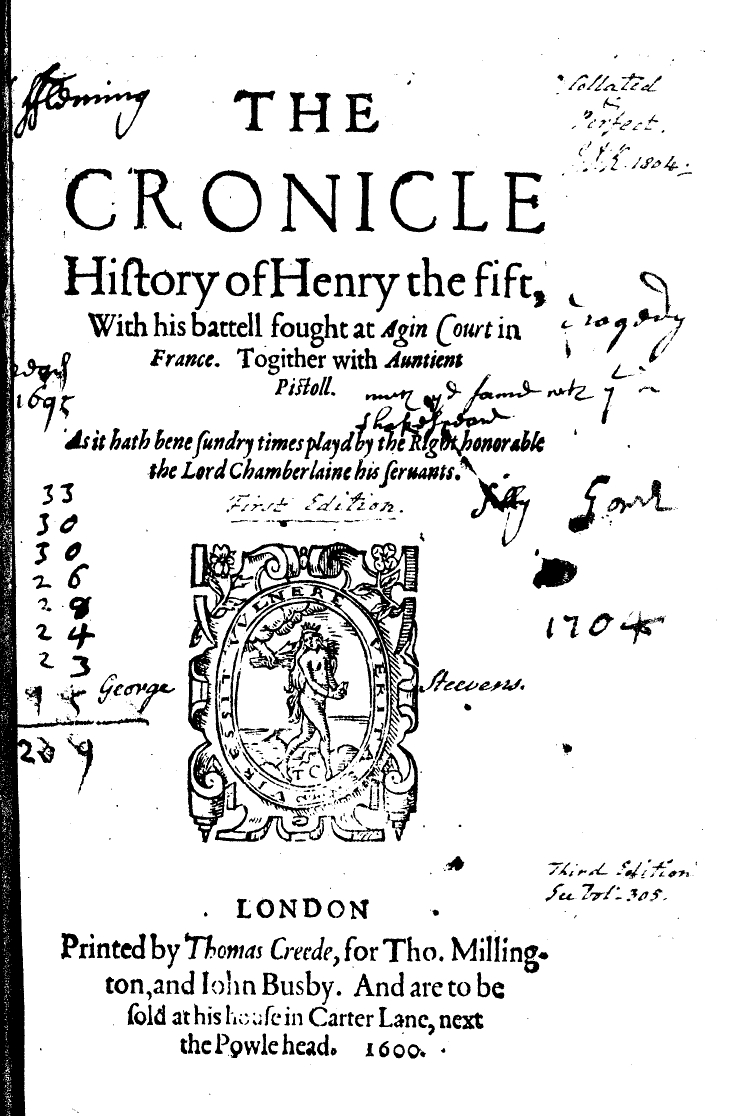
Strona tytułowa wydania z 1600 roku

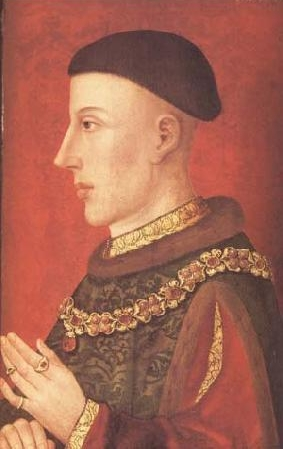
Henryk V

Henryk V (ang. Henry V) – kronika autorstwa Williama Shakespeare’a napisana około 1599 roku, jest częścią drugiej tetralogii. Opisuje losy syna Henryka IV, króla Henryka V, a także wydarzenia wokół bitwy pod Azincourt podczas wojny stuletniej.

## Publikacja, inscenizacja, ekranizacje
Sztuka ta została opublikowana w Pierwszym Folio w 1623 roku. W rejestrze Stationer's Company (instytucji zajmującej się regulowaniem praw autorskich) znalazła się 14 sierpnia 1600 roku. Można ją było także znaleźć w Fałszywym Folio.
Istnieje przekaz, mówiący o tym, że Henryk V był inscenizowany w 1599 roku, nie ma na to jednak dowodów. Najstarsze znane, udokumentowane przedstawienie miało miejsce w 1605 roku. Obecnie kronika ta należy do najczęściej inscenizowanych dzieł Szekspira, choć w Polsce dramat bywa grany bardzo rzadko.
Dramat był trzykrotnie ekranizowany. Pierwsza ekranizacja, w reżyserii Laurence’a Oliviera i z nim samym w roli tytułowej, pochodzi z 1944 roku i ma charakter patriotyczny. Film ten był kręcony podczas II wojny światowej. Drugiej ekranizacji w 1989 roku dokonał Kenneth Branagh, zawiera ona sceny batalistyczne z bitwy pod Azincourt. Trzecia wchodzi w skład wyprodukowanego przez BBC Two miniserialu The Hollow Crown, a w rolę tytułową wcielił się Tom Hiddleston.

## Fabuła
W związku z tym, że w czasach Szekspira na scenie nie pojawiały się dekoracje, w Henryku V użyty został chór i narrator. Ma on za zadanie pobudzać wyobraźnię publiczności. Podobnie jak w innych, niebędących komediami utworach tego autora, w utworze tym pojawiają się postacie, które mają dodawać elementy humorystyczne. Są to rycerze, w zabawny sposób przedstawiający cechy narodowe Szkotów, Anglików i Irlandczyków. Szekspir pamięta też o Falstaffie, który w II akcie umiera - za sceną - w oberży Pani Quickly znanej z Henryka IV.
Na początku utworu planowany jest zamach na króla Henryka. Jego inicjatorem jest 3. hrabia Cambridge, do morderstwa ma dojść w Southampton. Król w porę orientuje się w sytuacji i ratuje swoje życie.
Przed bitwą pod Azincourt Henryk daje popis własnej odwagi i nocą przechadza się po obozie. Chce dodać swoim ludziom odwagi, bada także nastroje i opinię o nim. Po zwycięskiej bitwie poślubia Katarzynę de Valois. Sztukę kończy objęcie tronu przez Henryka i modlitwa królowej o pokój.